# Покровська міська територіальна громада (Дніпропетровська область)
Покровська міська територіальна громада — територіальна громада в Україні, на території Нікопольського району Дніпропетровської області. Адміністративний центр — місто Покров.
Площа громади — 170,37 км², населення — 44 471 мешканець (2018).
Утворена 23 листопада 2018 року шляхом приєднання Шолоховської сільської ради Нікопольського району до Покровської міської ради обласного значення.
Відповідно до Закону України «Про внесення змін до Закону України „Про добровільне об'єднання територіальних громад“ щодо добровільного приєднання територіальних громад сіл, селищ до територіальних громад міст республіканського Автономної Республіки Крим, обласного значення» громади, утворені внаслідок приєднання суміжних громад до міст обласного значення, визнаються спроможними і не потребують проведення виборів.

## Населені пункти
До складу громади входять 6 населених пунктів — місто Покров, селища Гірницьке і Чортомлик і 3 села: Миронівка, Улянівка, Шолохове.